# ذاكرة ضمنية

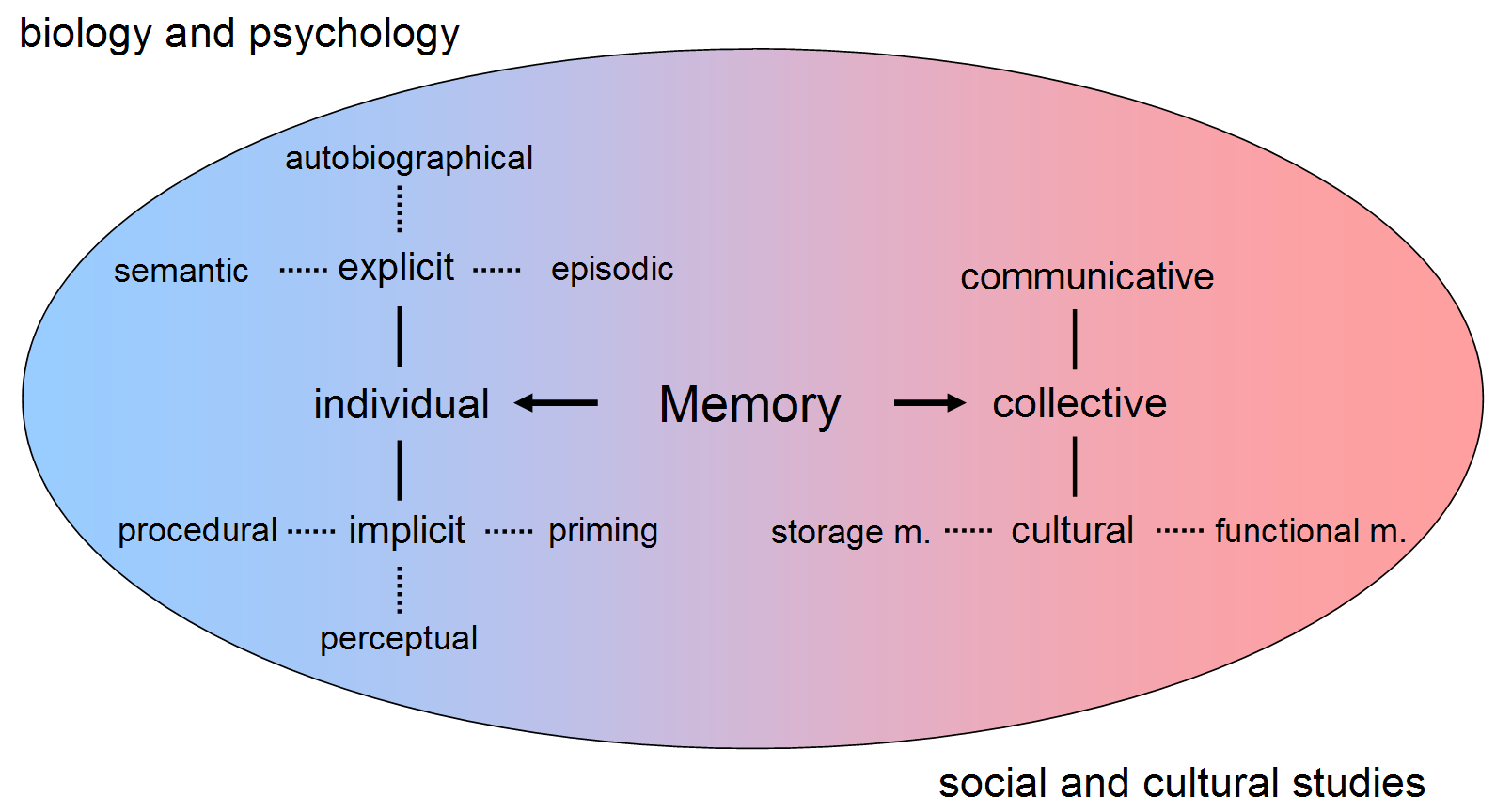

الذاكرة الضمنية أو الذاكرة اللاواعية أو الذاكرة التلقائية هو إحدى نوعي الذاكرة طويلة الأمد عند البشر. يتم اكتساب هذه الذاكرة واستعمالها بشكل لا واعٍ، وتستطيع التأثير على أفكارنا وسلوكياتنا. أشهر أشكالها هي الذاكرة الإجرائية، والتي تساعد البشر على القيام ببعض المهام بدون إدراك واعٍ للتجارب السابقة.
ويُشار إلى نقيض الذاكرة الضمنية بالذاكرة الصريحة، والتي تعني استذكار واعٍ ومقصود للمعلومات الواقعية والمفاهيم والتجارب السابقة.
ظهر الدليل على وجود الذاكرة الضمنية بسبب التهيئة (تقنية يؤدي التعرض لمحرض ما وفقًا لها إلى إحداث استجابة لمحرض لاحق دون توجيه الوعي أو الانتباه)، وهي عملية تُقاس بواسطتها كيفية تحسين الأفراد لأدائهم في المهام التي جهزوا لها لا شعوريًا. تقود الذاكرة الضمنية أيضًا إلى حدوث تأثير وهم الحقيقة، والذي يقترح أن الأفراد غالبًا يقيمون التصريحات التي سبق وسمعوها على أنها صحيحة، بصرف النظر عن مصداقيتها.
في الحياة العادية، يعتمد الناس على الذاكرة الضمنية كل يوم بشكلها المعروف بالذاكرة الإجرائية، وهي نمط الذاكرة الذي يُمكن الناس من تذكر كيفية ربط أحذيتهم وركوب دراجاتهم دون استخدام التفكير الواعي أثناء القيام بهذه النشاطات. تبين الأبحاث على الذاكرة الضمنية أنها تعالج المعلومات من خلال عمليات عقلية مختلفة ناتجة عن الذاكرة الصريحة.

## الدليل والبحث الحالي

### الأبحاث الباكرة
لم تبدأ الدراسات المتقدمة على الذاكرة الضمنية حتى ثمانينيات القرن العشرين. في الأبحاث الأولى، عُرض على الأفراد الخاضعين للتجربة كلمات تحت ظروف مختلفة، وخضعوا لنوعين من الاختبارات: اختبارات الذاكرة المعرفية، واختبارات تحديد الإدراك الحسي. قدمت هذه الدراسات دليلًا على أن تأثير الذاكرة على تحديد الإدراك الحسي كان مستقلًا عن الذاكرة المعرفية. تجادل جاكوبي وبروكس في فكرة أن تأثيرات تحديد الإدراك الحسي تعكس حدوث تعلم سريع جدًا ذو سياق محدد. وُجد أن التأثيرات غير الواعية للذاكرة تغير التجربة الشخصية للمشارك. في دراسة مماثلة، أقر المشاركون أن الضجة البيضاء في الخلفية (الضجة البيضاء هي مزيج من الأصوات من مختلف الترددات) كانت أقل عندما قرؤوا الكلمات التي كانت قد عرضت عليهم مسبقًا، وبالتالي لم ينسبوا سهولة تلقيهم الكلمة للبيئة الأقل ضجة. يقدم هذا دليلًا على التأثيرات المحددة طويلة الأمد لذاكرة الماضي حتى عندما لم ينتبه المشاركون إلى تأثيرها. وجدت تأثيرات مشابهة في الدراسات التي أصدر المشاركون فيا أحكامًا عن صعوبة إعادة ترتيب الأحرف والتعرف على أسماء شخصيات مشهورة.

### دراسات التهيئة
خضع تأثير الذاكرة الضمنية للاختبار باستخدام إجراءات التهيئة. أكدت دراسات عديدة أن الذاكرة الضمنية هي كيان مستقل. في أحد التجارب، طلب من المشاركين الاستماع إلى عدة أغان والإقرار إذا شعروا أن الأغنية مألوفة أم لا. عُرض على نصف المشاركين أغان اميركية شعبية مألوفة، وعلى النصف الآخر أغان تستخدم ذات اللحن لنفس الأغاني التي عرضت على المجموعة الأولى، لكنها تملك كلمات مختلفة. أظهرت النتائج أن المشاركين في المجموعة الأولى لديهم فرصة أكبر لتذكر الأغاني كونها مألوفة لهم، رغم أن اللحن في كلا المجموعتين هو ذاته. أظهرت هذه الدراسة أن الناس يشكلون روابط ضمنية بين ذكرياتهم. تركز أغلب دراسات الذاكرة على الذاكرة الترابطية، أو الذكريات المتشكلة بين كيانين، والتي تربط معًا مع الدماغ. تظهر هذه الدراسة أن الناس يشكلون اتصالات شديدة الترابط بشكل ضمني بين لحن الأغنية وكلماتها إذ إنهم لا يقدرون على فصلهما لاحقًا.
أظهرت الدراسات الحديثة بعض الدلائل مثل الأساس التشريحي للذاكرة الضمنية التي تقارن الأشكال المختلفة من العته. أقر الناس المصابون بعته الألزهايمر من النمط «دي إيه تي» أنهم يعانون بشدة في أداء مهام التهيئة الحرفية والدلالية، بينما كان المرضى المصابون بداء هنتنغتون «إتش دي» قادرين على إظهار قدرة طبيعية على التهيئة (شيمامورا وآخرون، 1987 سالمون وآخرون، 1988). على الجانب المقابل، ثبت أن مرضى داء هنتنغتون يتعلمون بصعوبة مهام المتابعة التي يتقنها مرضى فقدان الذاكرة وعته الألزهايمر بسهولة (إيسلنجر وداماسيو، 1986 – هيندل وآخرون، 1988). يقترح هذا التفكك المزدوج المحتمل الذي يشمل مرضى داء هنتنغتون وعته الألزهايمر أن مهام الذاكرة الضمنية متواسطة بالجهاز العصبي المستقل وأنه يمكن استخدام هذه المهام للتفريق بين بعض أنواع العته التي يطلق عليها مصطلح «قشري» (مثل عته الألزهايمر) عن التي تدعى «تحت قشري» (مثل داء هنتنغتون) (كمينغس وبينسون، 1984).
في مساهمة أكثر حداثة في أحد الدراسات عن الذاكرة الضمنية نبعت من تجارب باستخدام ألعاب حاسوب منظمة وفق الحيز على مرضى فاقدي الذاكرة (ستيكغولد وآخرون 2000). سبب الضرر الواقع على كلا الفصين الصدغيين والحصين خسارة الذاكرة الضمنية. على أي حال، رغم عدم القدرة على تذكر اللعبة، استطاع هؤلاء المرضى أن يحلموا بها في بداية نومهم. أثارت هذه الملاحظة الاهتمام، إذ أظهرت أن التعلم قابل للتذكر دون مساهمة الذاكرة الضمنية، والتي تتطلب تنشيط منطقة الحصين والقشرة الصدغية والقاعدية. في الحالات التي راقبها ستيكغولد وآخرون معه، كانت الذاكرة الضمنية مصابة قطعًأ، لكن كان نوعا الذاكرة غير الضمنية وغير الواعية سليمين وقادرين على تشكيل الأحلام. أظهرت هذه الملاحظة أنه يمكن تخزين التجربة في الذاكرة الضمنية ويمكن استحضارها رمزيًا في الأحلام.

### الأبحاث الحالية
وفقًا لدانييل ل. شاستر، «السؤال فيما إذا كانت الذاكرة الضمنية وغير الضمنية تعتمدان على نظام مستبطن مفرد أو أنظمة متعددة لم نجد جوابه بعد». تظهر الموجودات تنوعًا مماثلًا في الظواهر في ظل عدم وجود نظرية تضع كل هذه المشاهدات في الحسبان. بدلًا من هذا، برزت نظريتان تفسران المجموعات الثانوية من البيانات.
تسمح لنا الاكتشافات الحديثة في علم النفس العصبي والتي تهتم بتنظيم الذاكرة بافتراض أن بعض الدارات العصبية القشرية وتحت القشرية المتشابكة تشكل مقر الوظائف العقلية الواعية. تمكننا إمكانية التحديد في الذاكرة الصريحة والضمنية على التوالي، والعقل الباطن (غير الواعي) المكبوت وغير المكبوت أن ننفتح على منظورات جديدة تدفع إلى تكامل العلوم العصبية مع التحليل النفسي، وتحديد الموقع التشريحي الممكن لوظائف هذين النوعين من العقل الباطن على التوالي. يعتمد هذا على الافتراض التالي: إن التجارب، والمشاعر، والمخيلة، والآليات الدفاعية التي تساعد على تنظيم حقيقة الفرد النفسية غير الواعية منذ ولادته وخلال مسيرة حياته تُخزن في البنى العصبية المتعلقة بالذاكرة بكلا نوعيها الضمني والصريح. ومع ذلك، وفقًا لقناعة فرويد: «المفاهيم الكامنة، إذا وجدنا أي سبب لدعم وجودها في العقل، كما في حالة الذاكرة، دعونا نستدل عليها باستخدام مصطلح "اللاوعي"».